# NGC 1098
NGC 1098 é uma galáxia elíptica (E-S0) localizada na direcção da constelação de Eridanus. Possui uma declinação de -17° 39' 34" e uma ascensão recta de 2 horas, 44 minutos e 53,6 segundos.
A galáxia NGC 1098 foi descoberta em 1886 por Frank Leavenworth.